# Дзвінки
Дзві́нки — село в Україні, у Білогірській селищній громаді Шепетівського району Хмельницької області. Розташоване на правому березі невеличкої річки Бензюрівки (14 км), лівої притоки Горині. До 2020 орган місцевого самоврядування — Вікнинська сільська рада.

## Історія
У 1906 році село Перерославської волості Острозького повіту Волинської губернії. Відстань від повітового міста 30 верст, від волості 5. Дворів 54, мешканців 325.
7 (20) листопада 1917 року, відповідно до Третього Універсалу Української Центральної Ради, увійшло до складу Української Народної Республіки.
12 червня 2020 року, відповідно до розпорядження Кабінету Міністрів України № 727-р «Про визначення адміністративних центрів та затвердження територій територіальних громад Хмельницької області», увійшло до складу Білогірської селищної громади.
19 липня 2020 року, в результаті адміністративно-територіальної реформи та ліквідації Білогірського району, село увійшло до складу новоутвореного Шепетівського району.

## Населення
Населення села за переписом 2001 року становило 143 особи, в 2011 році — 152 особи.

## Легенда
Колись в Дзвінках був великий панський міст і от в одному гарному місті зробили і встановили саморобний дзвін. В разі якоїсь тривоги пан велів дзвонити в дзвін і тому пішла назва — Дзвінки.